# Districtul Yang Sisurat
Yang Sisurat (în thailandeză ยางสีสุราช) este un district (Amphoe) din provincia Maha Sarakham, Thailanda, cu o populație de 35.482 de locuitori și o suprafață de 242,5 km².

## Componență
Districtul este subdivizat în 7 subdistricte (tambon), care sunt subdivizate în 91 de sate (muban).
| Nr. | Nume           | În thailandeză | Sate | Locuitori |  |
| --- | -------------- | -------------- | ---- | --------- |  |
| 1.  | Yang Sisurat   | ยางสีสุราช       | 13   | 6,153     |  |
| 2.  | Na Phu         | นาภู            | 17   | 6,307     |  |
| 3.  | Waeng Dong     | แวงดง          | 19   | 7,002     |  |
| 4.  | Ban Ku         | บ้านกู่           | 9    | 4,123     |  |
| 5.  | Dong Mueang    | ดงเมือง         | 9    | 2,742     |  |
| 6.  | Kham Rian      | ขามเรียน        | 12   | 4,082     |  |
| 7.  | Nong Bua Santu | หนองบัวสันตุ      | 12   | 5,073     |  |